# Colibri à gorge rubis
Archilochus colubris
Espèce
Statut de conservation UICN

 LC  : Préoccupation mineure
Statut CITES
Répartition géographique
bleu : zone d'hivernage 

Le Colibri à gorge rubis (Archilochus colubris) est une espèce d'oiseaux-mouches du genre Archilochus.

## Description
Les adultes ont un plumage vert iridescent sur le dessus tandis qu'ils sont blanc grisâtre sur le dessous. Ils ont le bec long, droit et très mince. Le mâle adulte a la gorge iridescente de couleur rouge rubis et la queue échancrée. La femelle a une queue arrondie et foncée avec l’extrémité blanche. Elle n’a pas de zone colorée sur la gorge. Elle se distingue très difficilement de la femelle du Colibri à gorge noire. L’immature est semblable à la femelle.

## Comportement
Le colibri à gorge rouge est solitaire. Les adultes de cette espèce ne sociabilisent pas (ou seulement quelques minutes). Aussi bien les mâles que les femelles, sont agressifs envers les autres oiseaux-mouches. Ils défendent leur territoire et chassent les autres oiseaux-mouches qui y pénètrent. Les femelles défendent aussi leur progéniture.

## Alimentation

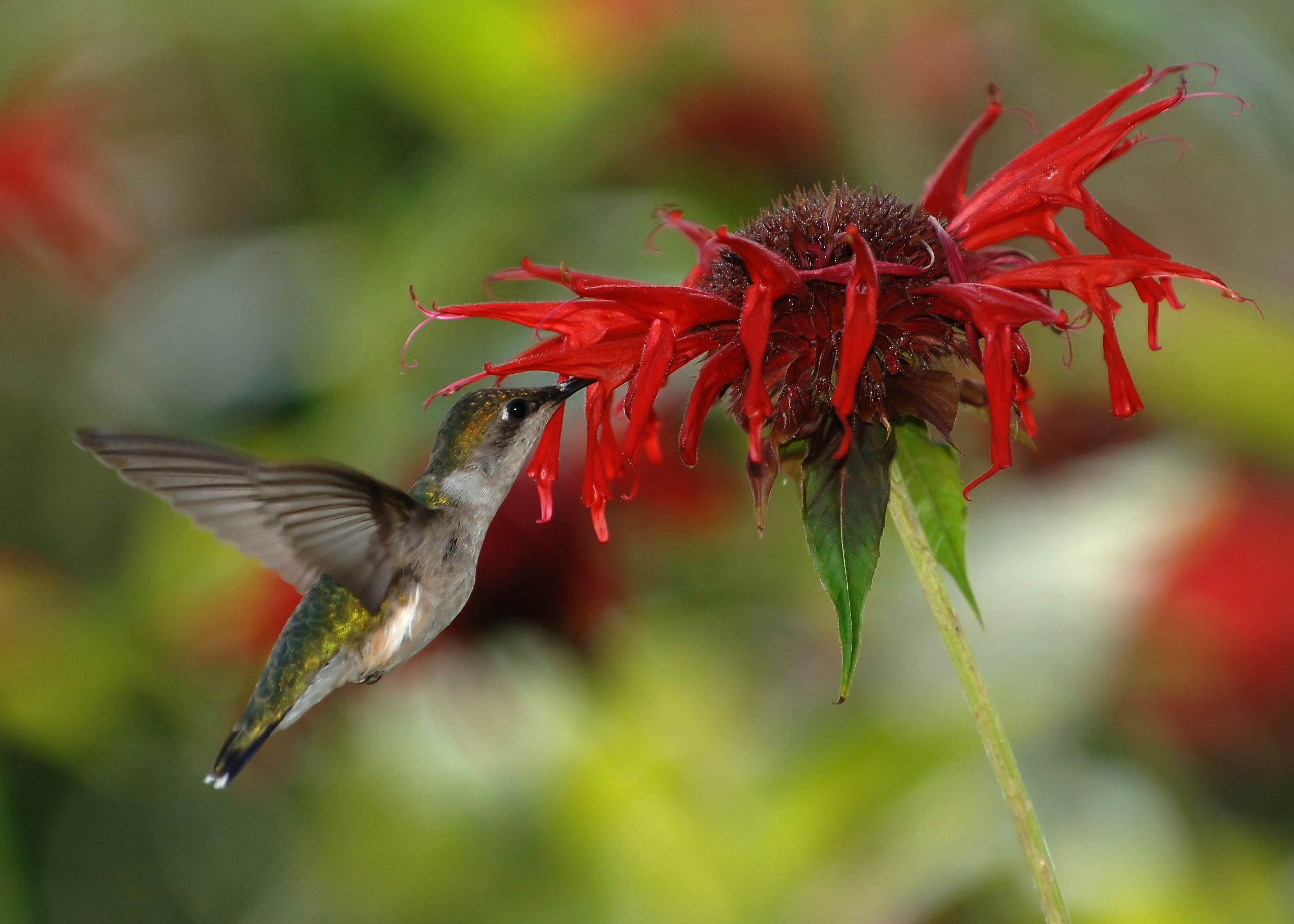
Femelle se nourrissant du nectar de la monarde.

Ces oiseaux se nourrissent du nectar d’une trentaine d’espèces de fleurs grâce à une longue langue extensible, ou capturent des insectes en vol. Dans certaines parties de l’aire d’hivernage, des individus arrivent alors que les sources de nectar sont encore rares, et dépendent des insectes pour s’alimenter, jusqu’à ce que la floraison associée à la saison sèche se produise. Même quand les fleurs nectarifères sont disponibles, les insectes peuvent représenter jusqu’à 14 % du régime hivernal.

## Répartition et habitat
Cette espèce, que l'on rencontre au sud du Canada et dans la zone orientale des États-Unis, est migratrice et passe la plus grande partie de l’hiver au Mexique ou en Amérique centrale. Les colibris y fréquentent une large gamme de forêts tropicales, principalement les forêts sèches de plaine et les forêts secondaires jusqu’à 1 900 m d’altitude. La majeure partie de la population suit une route migratoire longue de 800 kilomètres qui contourne le golfe du Mexique, aussi bien en automne qu’au printemps.

## Reproduction
Ce colibri niche dans les forêts caducifoliées et mixtes, les parcs et les jardins, à travers la plus grande partie de l’Est des États-Unis et du Sud du Canada. Les mâles arrivent sur les sites de nidification de début avril à fin mai, une semaine avant les femelles. La nidification s’étend jusqu’en juillet, exceptionnellement en août. La parade nuptiale consiste en une démonstration aérienne élaborée au cours de laquelle le mâle effectue des va-et-vient en vol près de la femelle, décrivant un demi-cercle de 2 ou 3 mètres de rayon.
La construction du nid commence de mi-avril à début juin, et est réalisée principalement par la femelle en 4 ou 5 jours. Ce nid est une coupe de 2,5 cm de diamètre, composée d’éléments végétaux, de lichens et de toiles d’araignées ; l’extérieur est tapissé de lichens et l’intérieur est garni de duvet végétal. Le nid est placé à 4 ou 5 mètres de haut sur une branche horizontale. Les mâles sont polygames, ne s’associant habituellement avec une femelle que le temps de la parade et de la ponte. La ponte se compose de 2 œufs. C’est la femelle seule qui nourrit et prend soin des jeunes. Elle les nourrit une à trois fois par heure par régurgitation. Lorsqu'ils ont de 18 à 22 jours, les juvéniles quittent le nid. Il arrive souvent qu’une couvée de remplacement ait lieu si la première a échoué, mais les secondes nichées sont rares. Le mâle défend avec agressivité les places d’alimentation situées dans son territoire.

## Longévité et mortalité
Le plus vieux colibri à gorge rubis connu est une femelle qui a vécu 9 ans et un mois. Presque tous les oiseaux-mouches de 7 ans ou plus sont des femelles, les mâles survivent rarement plus de 5 ans. La haute mortalité des mâles est due à leur perte de poids importante durant la saison de reproduction car ils doivent défendre activement leur territoire, ce qui leur demande beaucoup d'énergie

## Cinéma
Le personnage de Flit, dans le dessin animé Pocahontas, est un colibri à gorge rubis.

## Galerie

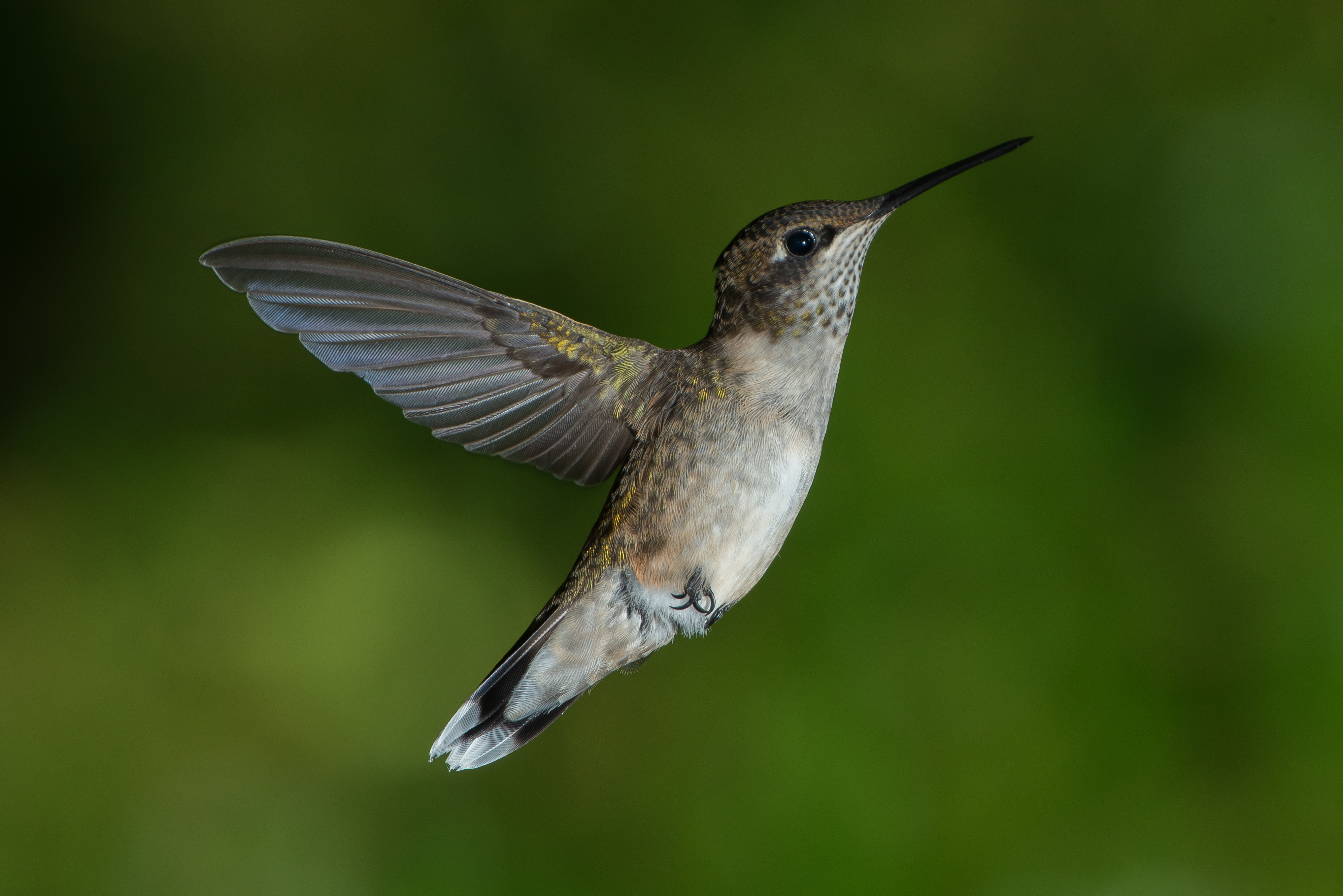
Jeune mâle.
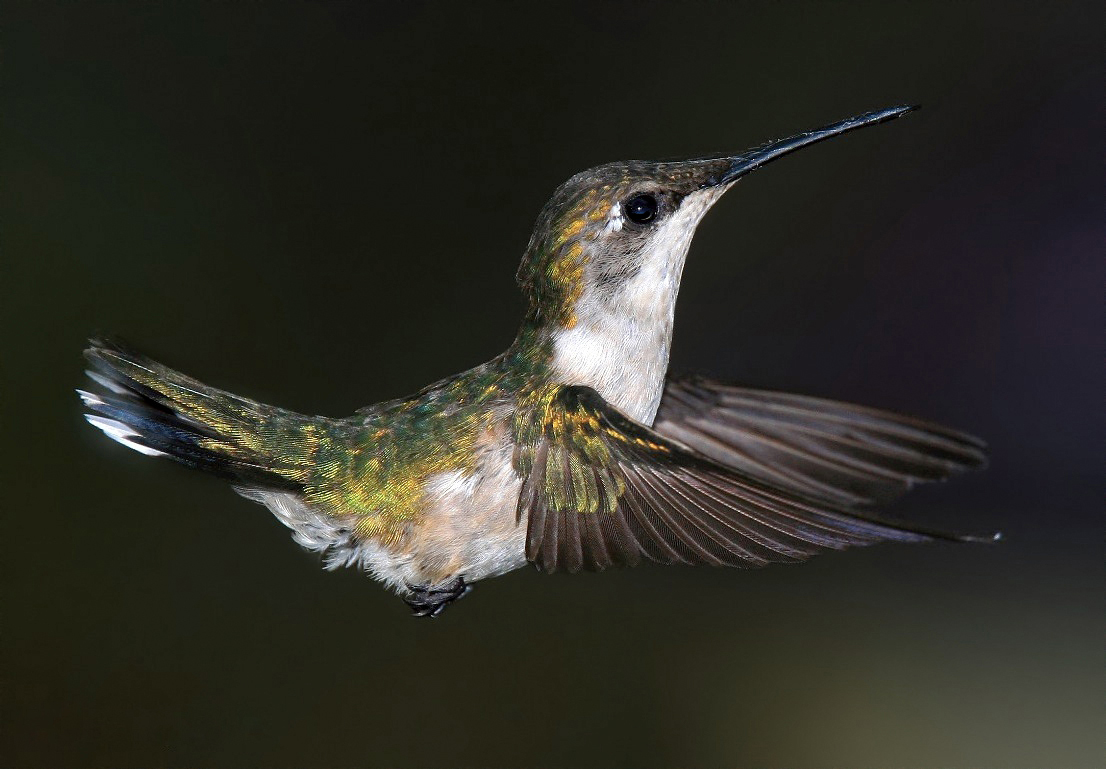
Femelle en vol.
- Femelle s'alimentant (vidéo).